# دير المدينة

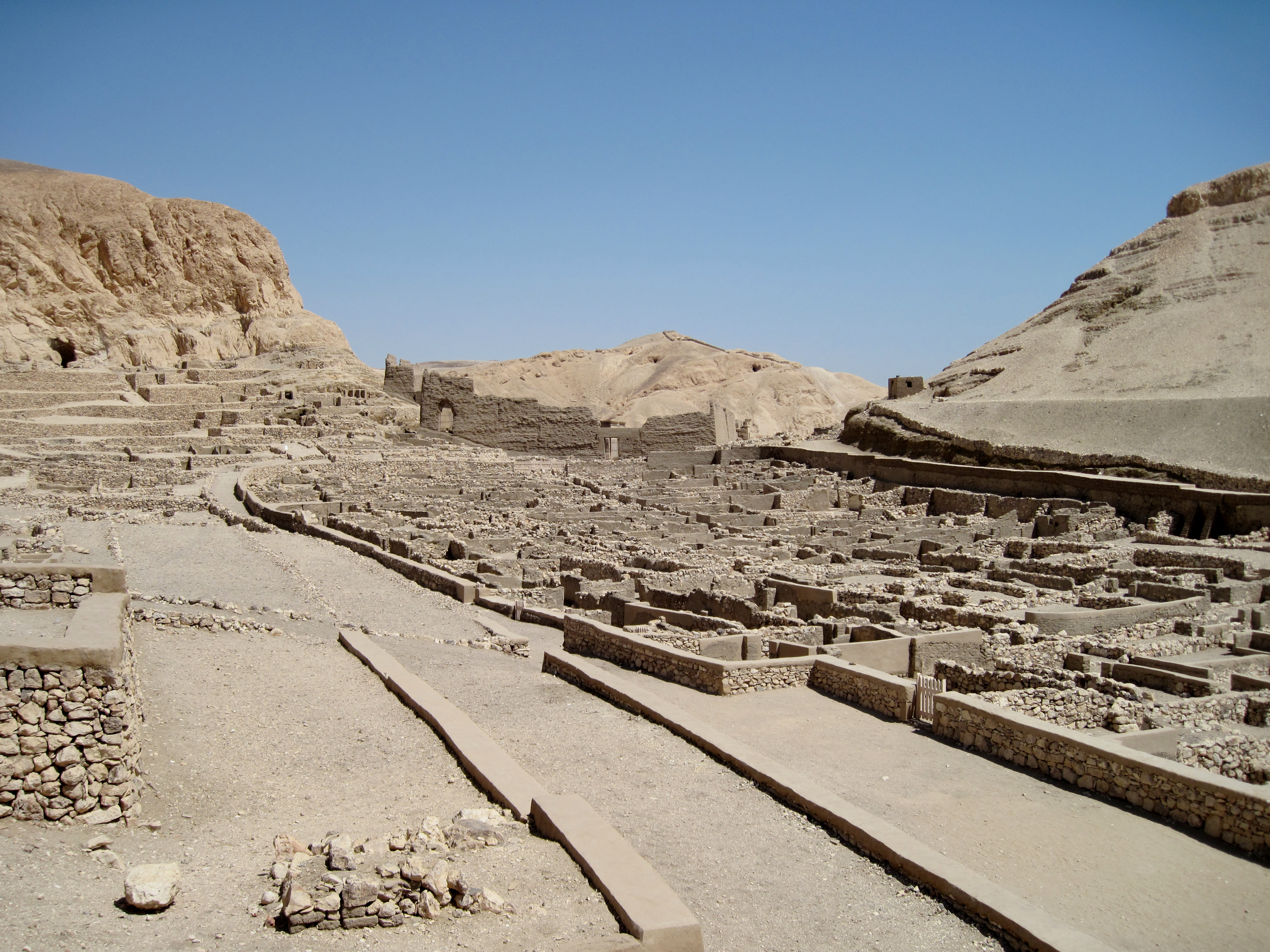
صورة دير المدينة من جنوب الغرب

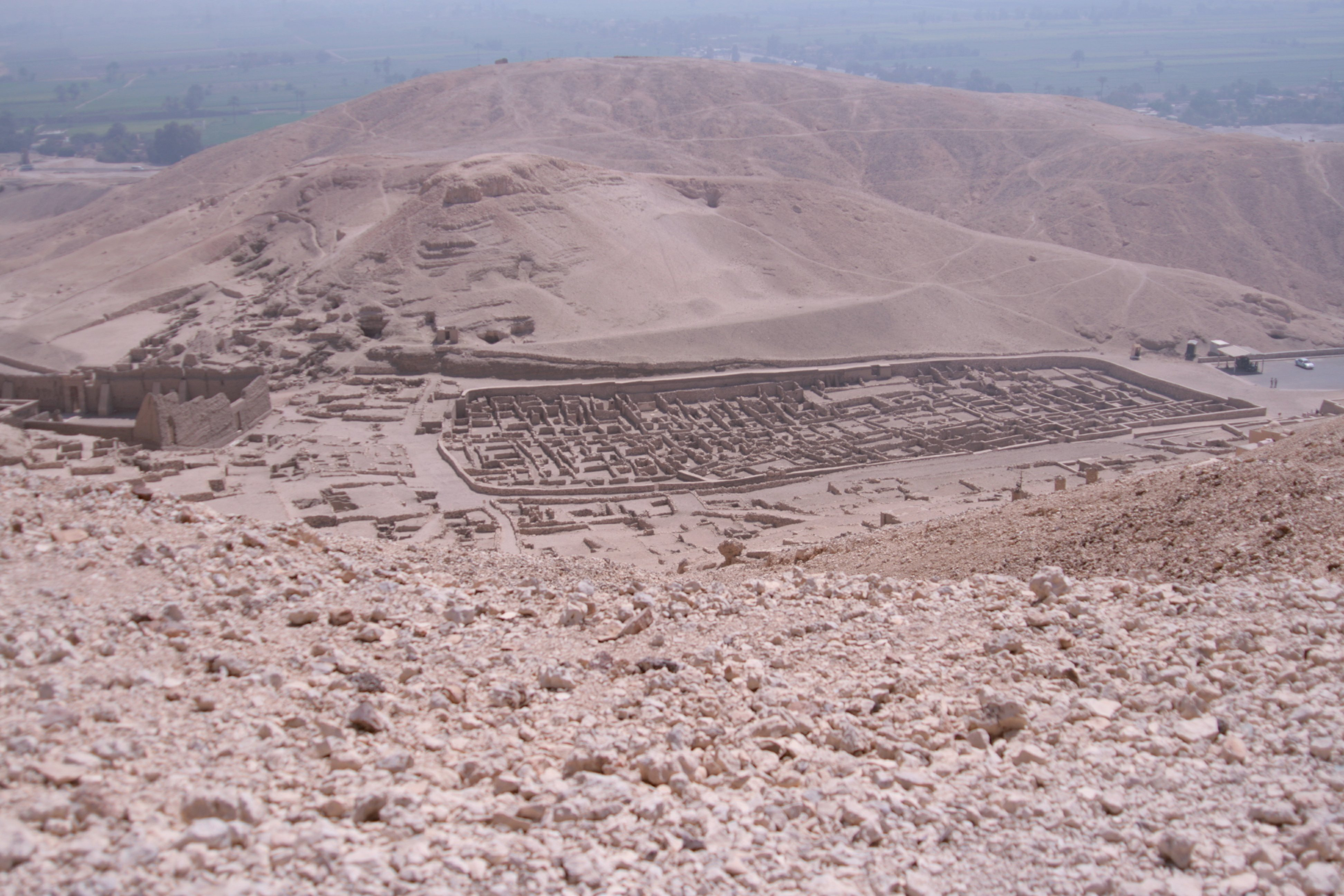
دير المدينة ، من مواقع التراث العالمي لليونسكو.

دير المدينة، في صعيد مصر، جزء من جبانة طيبة في شمال وادي الملوك في محافظة الأقصر، بالتحديد على الضفة الغربية لنهر النيل. كان مقرا لعائلات العمال الحرفيين خلال عهد المملكة المصرية الحديثة (1570 - 1070 قبل الميلاد). فكان منهم من يقوم بحفر وبناء قبور الفراعنة في وادي الملوك، وآخرون يشتغلون في صناعة التماثيل والأثاث والأواني لتجهيز قبر كل فرعون على حسب رغبته قبل الموت. والعمال الذين كانوا يقومون ببناء المقابر كانوا متخصصين وفنانين في اصميم وحفر وتزيين جدران المقبرة، لتكون «قصرا» يمكن لفرعون العودة إليه في المناسبات بعد مماته.كان هذا هو اعتقاد قدماء المصريين أن يعيش فرعون في السماء بين الآلهة، مع إمكانية زيارة الأرض وأهلها بعد مماته، بل ومساعدتهم أيضا. لهذا كان كل عامل في إحدى أبنية فرعون يعمل بإخلاص وبلا كلل، إذ أن فرعون سوف يعتني به من السماء.
منطقة دير المدينة تبين بقايا بيوت تلك الطبقة من العمال وعائلاتهم المميزين، فكانوا يعيشون في تلك البيوت يطبخون غذاءهم ويربون أطفالهم معززين مكرمين. كانوا في رغد من العيش ومنهم من بنى لنفسه مقبرة له ولزوجته، مثل غا و زوجته مريت، رئيس العمال في القديم الذي بنى لنفسه ولزوجته مقبرة غا، وهي من أجمل القبور التي عثر عليها بالقرب من دير المدينة (خارج وادي الملوك). وقد اكتشفت المقبرة في عام 1906 ووجدت بمحتوياتها كاملة ولم يمسها اللصوص.
نشأت بلدة دير المدينة القديمة خلال الدولة الحديثة وبها بقايا لبيوت العمال وعائلاتهم، ومقابرهم المرسوم فيها رسومات بديعة تعطي صورا حية عن حياتهم ومعتقداتهم. كما عثر بالقرب منها على بئر ماء جاف. ويبدو أن البئر قد اصابه الجفاف في هذا الزمن البعيد بحيث كان العمال يرمون فيه شقفات من الفخار مكتوب عليها رسائل، وبعضها مرسوم عليه ما يطرأ في خيال المرء أو الفنان. تلك الشقف تصور جانب مهم من الحياة الاجتماعية وطريقة تعامل العمال مع بعض في هذا الوقت، وهي الآن بمثابة «مكتبة» نقرأ منها عن حياتهم اليومية في الماضي. مثل خطابات الأحباء ورسائل الغرام والشكوى والدعاء.
يعتقد ان هذه القرية الفرعونية ظلت سكنا للعمال والنحاتين العاملين في وادي الملوك في فترة الاسرة ال18 حتى الاسرة ال20.
اختير هذا الموقع لدير المدينة على الضفة الغربية للنيل المواجهة للاقصر. وكانت على مقربة من وادي الملوك شمالا والمعابد الجنائزية دي إلى جنوب الشرق ووادي الملكات في الغرب. ويسهل الوصول للعمل في تلك الأماكن سيرا على الأقدام. كما يرجح اختيار تلك المدينة للمندسين والعمال بمنئى عن المناطق الماهولة للاحتفاظ بسرية أماكن قبور الفراعنة.

## تفاصيل المدينة

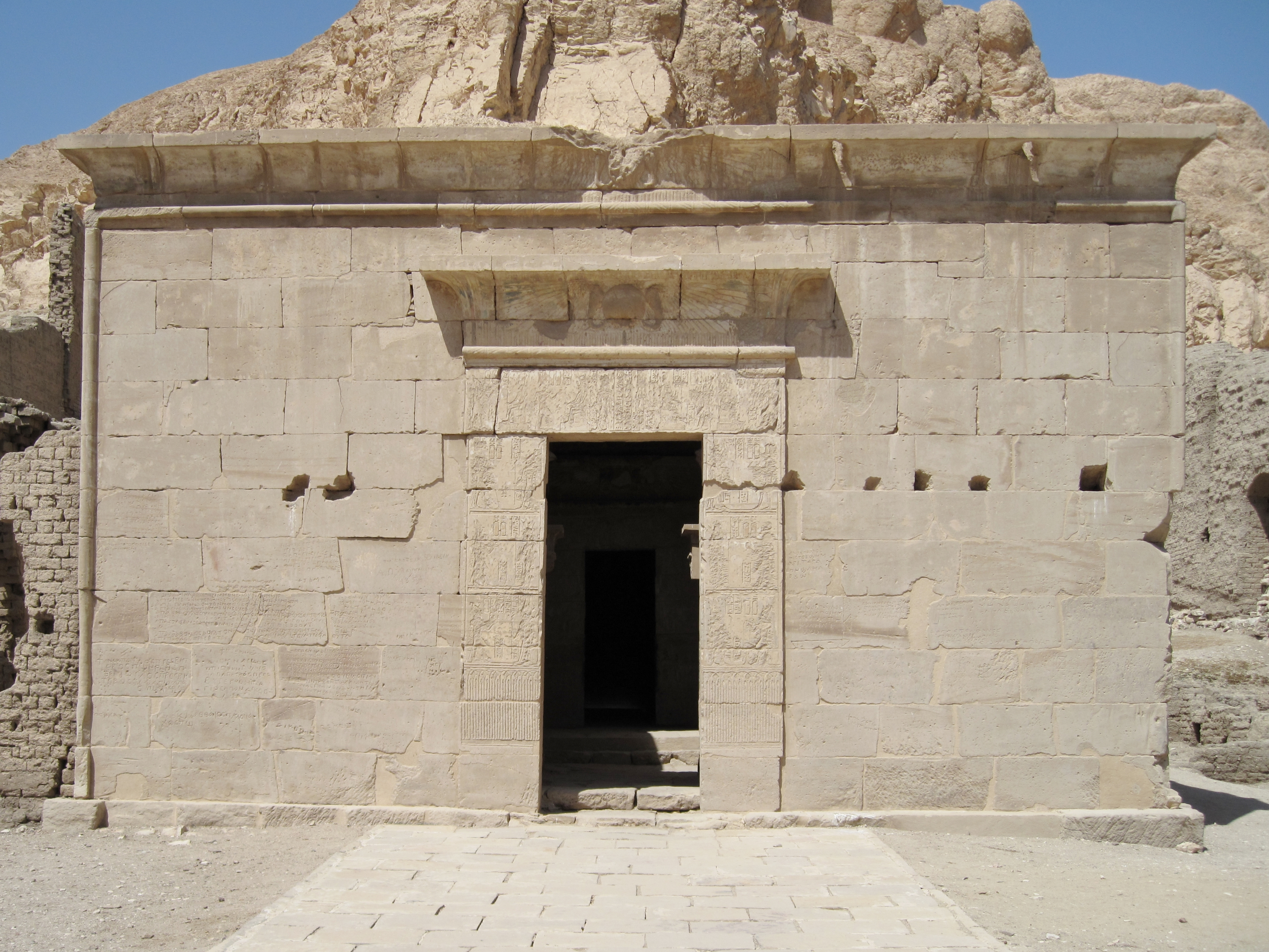
معبد هاتور بدير المدينة

يوجد في الطرف الشمالي من المدينة معبد صغير للإلهة هاتور من عهد البطالسة. استخدمه أقباط مصر في العصور القديمة ككنيسة لعبادة الله. ولهذا فتسمى المنطقة بدير المدينة. توجد بقايا معابد أخرى صغيرة، من ضمنها معبد بناه سيتي الأولوآخر من عهد أمنحتب الأول. ويقع معبد للإله أمون صغيرا أيضا شرقا من معبد هاتور، ويعتقد أنه بني خلال عهد رمسيس الثاني.
يوجد على بعد نحو 200 متر شمال معبد هاتور بئر جاف، استخرجت منه نحو 5.000 قشفة من الفخار كان المصريون القدماء يكتبون عليها. منها رسائل عائلية، وحسابات وخطط ورسومات، بل وكذلك مداولات محاكم مسجلة. تلك القشفات ساعدت على تكوين لدينا صورة حية عن معيشة العمال وعائلاتهم في تلك الحقبة السحيقة من الزمان.

## اضراب العمال
كان عمال دير المدينة يحصلون على الغذاء والماء بوفرة من فرعون لاهمية ما يقومون به من أعمال تتعلق بمستقبله في العالم الآخر. فكانوا وعائلاتهم من المميزين بين الشعب. ثم جاء العصر الحديدي وضعف الفراعنة مما أدى إلى عدم الاستقرار. وكادت الأخلاق المطابقة لتعاليم معت (الأمانة والصدق والخلق الكريم) ان تختفي إذ أن فرعون في تلك الحقبة لم تكن له القدرة على امداد العمال بتموينهم من أكل ومشرب، وبدأ الجوع يعم العاملين وعائلاتهم فاعترضوا واضربوا عن العمل خلال هذا الوقت العصيب.
واثناء حكم رمسيس الثالث التي امتدت إلى نحو 25 عام، تذكر المخطوطات (نحو 1170 قبل الميلاد) أن العمال اضربوا عن العمل، وهذا يعتبر أول أضراب لعمال في التاريخ. وقاموا بكتابة شكاوى إلى الوزير لإمدادهم بمؤنة حياتهم. ورفضوا العودة إلى اعمالهم إلا بعد تحقق مطالبهم. واستجاب النظار إلى مطالبهم حينا وعاد العمال إلى عملهم. إلا أن صعوبة الحصول على القوت لم تختف تماما، فتكرر اضراب العاملين. كانت اواخر أعوام حكم رمسيس الثالث اعوام قحط وعدم استقرار. بالإضافة إلى هجوم ما يسمون شعوب البحر على مصر من سواحلها
الشمالية (يعتقد انهم كانوا قادمين من صقلية وإيطاليا وبلاد الإغريق)، وكانت محاربة فرعون مصر لهم شاقة، ثم استطاع ابعادهم عن مصر بأن دعاهم يدخلون إلى فلسطين.
نظرا لتحالف النظار مع الحكام فلم يعد عمال دير المدينة يأمنون لوعودهم، واختاروا من بينهم من يرعى أمورهم. وتذكر المخطوطات أن الاطرابات وعدم الاستقرار حدثت ثانيا لمدة 40 أو 45 سنة بعد الاضراب الأول، وكان ذلك خلال حكم رمسيس التاسع ورمسيس العاشر.
.

## سرقة القبور
بعد حكم رمسيس الرابع (نحو 1155 إلى 1149 قبل الميلاد) كانت مشاكل القحط وقلة الغذاء لم تنتهي. فتكونت مجموعات من العمال العاطلين للسطو على قبور الفراعنة وما فيها من ثروات لموتى. فكانوا يحفرون انفاقا جانبية بعيدة عن الحراس حتى يصلون إلى الحجرات المليئة بالحلي الثمينة والذهب. كما اشترك معهم بعضا من النظار على أي يحصلوا منهم على «رشاوي». وتوجد مخطوطات تسرد ما كانت السلطات تفعله مع تلك العصابات. فكانت تستجوب الفاعلين مع التعذيب للإفصاح عن كل المشاركين في عمليات السطو على القبور. وكانت العقوبات شديدة. إلا أن المسروقات كانت لا تعاد إلى القبر الذي أخذت منه، فكانت هيئة المحكمة تضمها إلى ثرواتها..

## أعمال تنقيب
استطاع الباحثون إزاحة الرمال عن 68 من أساسات البيوت. ومن ضمنها مقبرة سنجم التي عثر عليها الباحث الفرنسي غاستون ماسبيرو في 2 فبراير 1886. تلك المقبرة تحمل اليوم رمز TT1 ، أي مقبرة في طيبة رقم 1 . كما عثر بالقرب من تلك المنطقة على مقبرة غا وهو ناظر عمال دير المدينة. عثر على تلك المقبرة أحد الباحثين الإيطاليين في عام 1906، وكانت زاخرة بالمحتويات وأدوات الزينة الذهبية. يرمز لمقبرة غا بالرمز «تي تي 8»، وما كان بها من محتويات ومومياء لـ «غا» وأخرى لزوجته «مريت» فنقلت إلى إيطاليا وهي تشكل اليوم جزءا هاما من المتحف المصري في تورينو.

## مقابر دير المدينة
يوجد في المدينة مقابر لعمال وموظفين في المدينة تحت الأرقام:
- TT1 - سن نجم : خادم في مكان الحقيقة
- TT2 - خع بخنت : خادم في مكان الحقيقة
- TT3 - باشيدو : خادم في مكان الحقيقة
- TT4 - قن : نحات آمون
- TT5 - نفر عبت : خادم في مكان الحقيقة
- TT6 - نب نفر و ابنه نفر حتب : رئيس العمال
- TT7 - رع مسى : كاتب في مكان الحقيقة
- TT8 - خع : مدير المكان العظيم
- TT9 - أمون مسي : خادم في مكان الحقيقة
- TT10 - كاسا / بنبوي : خادم في مكان الحقيقة
- TT210 - رع وبن : خادم في مكان الحقيقة
- TT211 - با نب : خادم الملك في مكان الحقيقة
- TT212 - رعمسي : الكاتب في مكان الحقيقة
- TT213 - بن آمون : خادم الملك في مكان الحقيقة
- TT214 - خاوي : الأمين في مكان الحقيقة ، خادم آمون في الأقصر
- TT215 - أمون إم إبت : الكاتب الملكي في مكان الحقيقة
- TT216 - نفر حتب : كبير العمال في مكان الحقيقة
- TT217 - إيبوي : نحات
- TT218 - آمون نخت : خادم في مكان الحقيقة
- TT219 - نب إن ماعت : خادم في مكان الحقيقة
- TT220 - خع إم تري : خادم في مكان الحقيقة
- TT250 - رع مسي : الكاتب في مكان الحقيقة
- TT265 - أمون إم إبت : كاتب الملك في مكان الحقيقة
- TT266 - آمون نخت : رئيس حرفيي رب الأرضين في مكان الحقيقة غربي طيبة
- TT267 - حاي : مسؤول العمال في مكان الحقيقة ، و مصمم صور كل الآلهة في بيت الذهب
- TT268 - نب إن نخت : خادم في مكان الحقيقة
- TT290 - إري نفر : خادم في مكان الحقيقة
- TT291 - ناخت مين / نو : خادم في مكان الحقيقة, الخادم في المكان العظيم
- TT292 - باشيدو : خادم في مكان الحقيقة
- TT298 - باكي : رئيس العمال في مكان الحقيقة , خادم الملك في مكان الحقيقة
- TT299 - أنحور خعو : رئيس العمال في مكان الحقيقة.
- TT321 - خع إم إبت : خادم في مكان الحقيقة
- TT322 - بنشنعبو : خادم في مكان الحقيقة
- TT323 - باشيدو : رسام الخطوط الخارجية في مكان الحقيقة في معبد الإله سوكر
- TT325 - سمن : الاسم معروف من الأقماع الجنازية (الألقاب مجهولة)
- TT326 - باشيدو : رئيس العمال
- TT327 - توروباي : خادم في مكان الحقيقة
- TT328 - حاي : خادم في مكان الحقيقة
- TT329 - موسي و إبي : مقبرة عائلية لعمال في مكان الحقيقة
- TT330 - كارو : خادم في مكان الحقيقة
- TT335 - نخت آمون : خادم في مكان الحقيقة
- TT336 - نفررنبت : خادم في مكان الحقيقة
- TT337 - قن : نحات في مكان الحقيقة
- TT338 - معي : رسام آمون
- TT339 - حوي (باشيدو) : حجّار في الجبانة, خادم في مكان الحقيقة
- TT340 - أمنمحات : خادم
- TT354 - الاسم مفقود : الألقاب مفقودة
- TT355 - أمن با حعبي : خادم في مكان الحقيقة
- TT357 - أمون إم ويا : خادم في مكان الحقيقة
- TT359 - أنحرخعو : رئيس عمال في مكان الحقيقة (صاحب المقبرة 299)
- TT360 - قاحا : رئيس عمال في مكان الحقيقة
- TT361 - حوي : نجار في مكان الحقيقة

## صور من دير المدينة

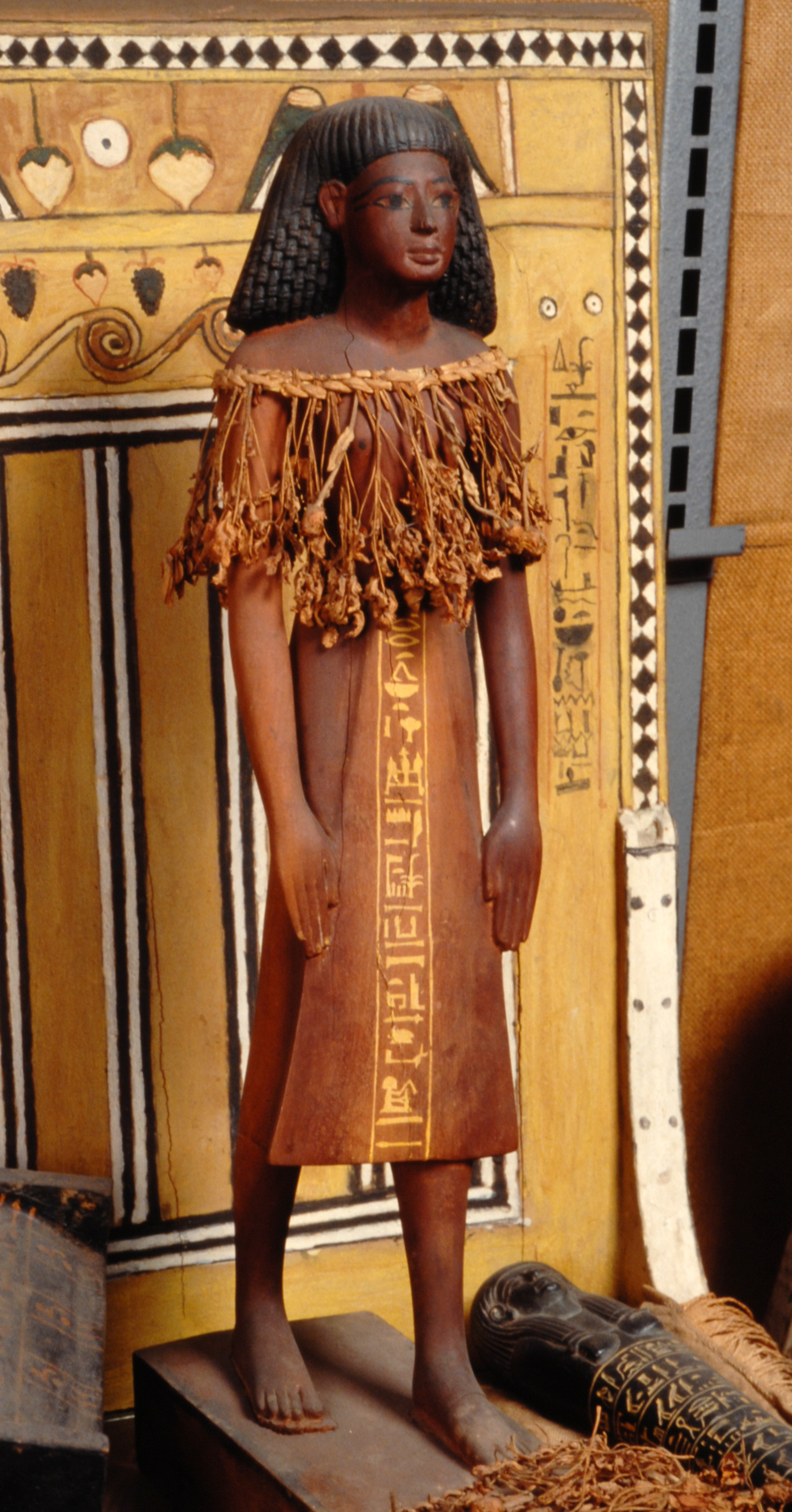
تمثال غا، رئيس عمال دير المدينة
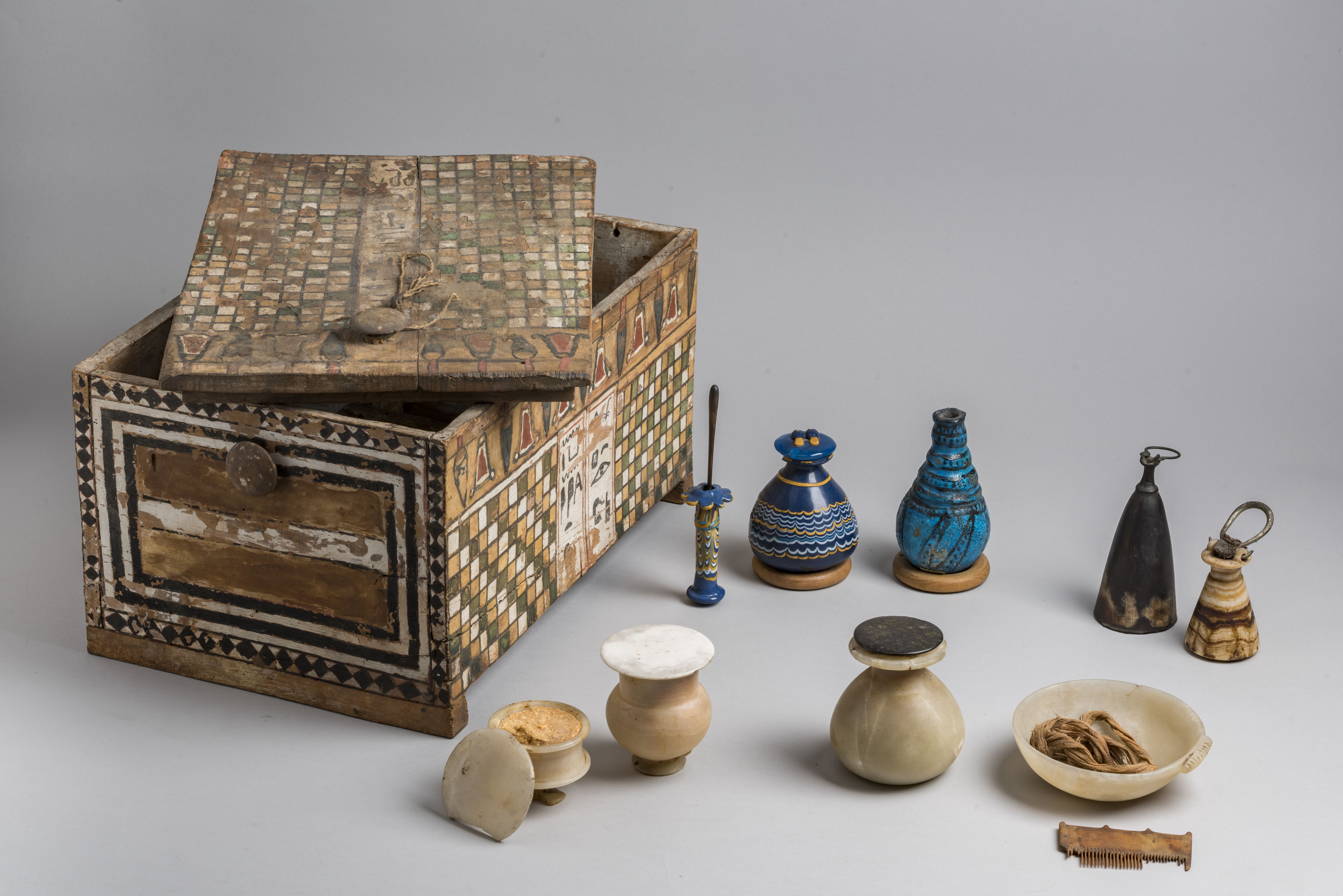
بعض ماعثر عليه في مقبرة غا و مريت
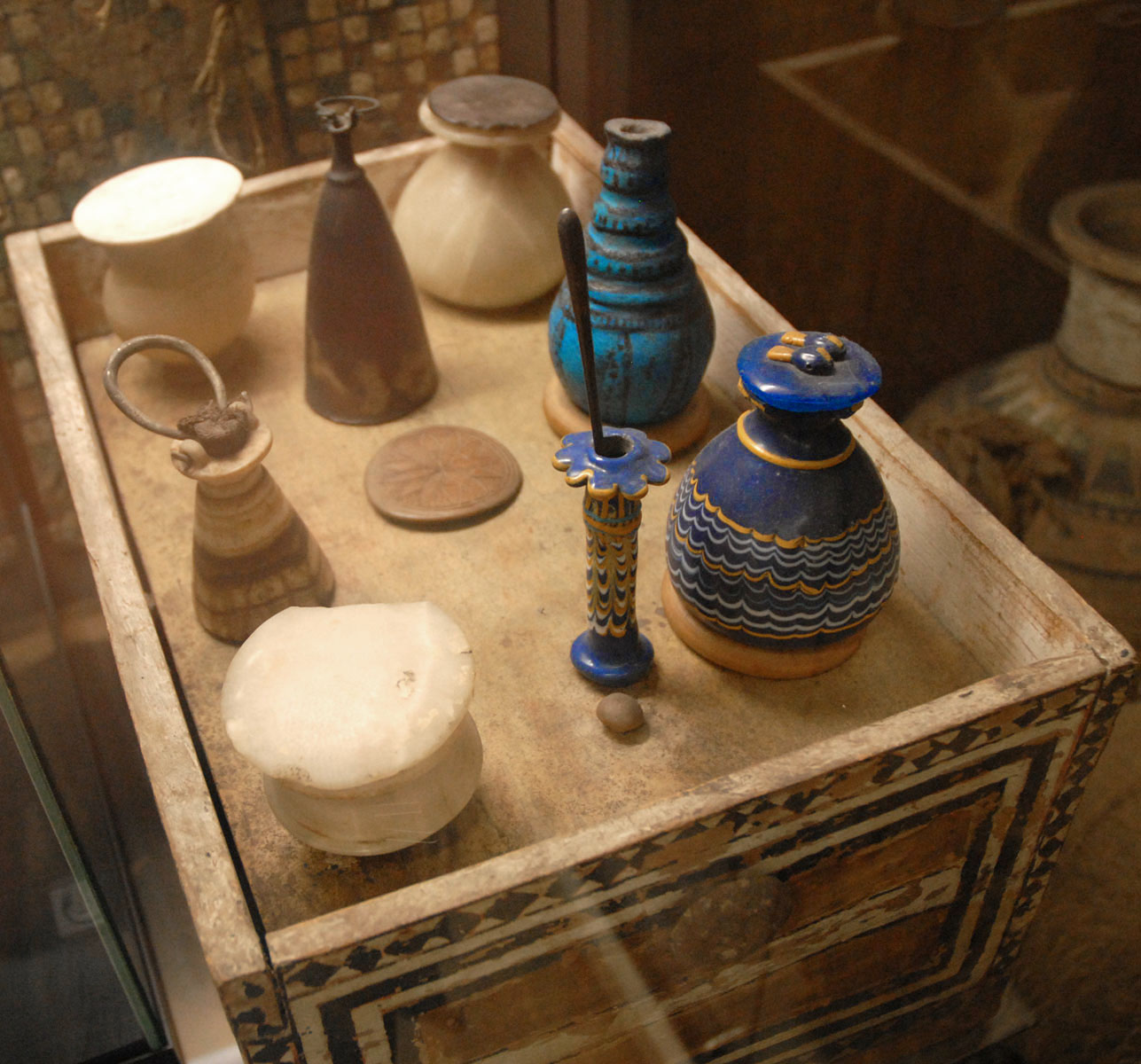
صندوق "مريت " وبه قوارير زينتها وعطورها ومكحلة
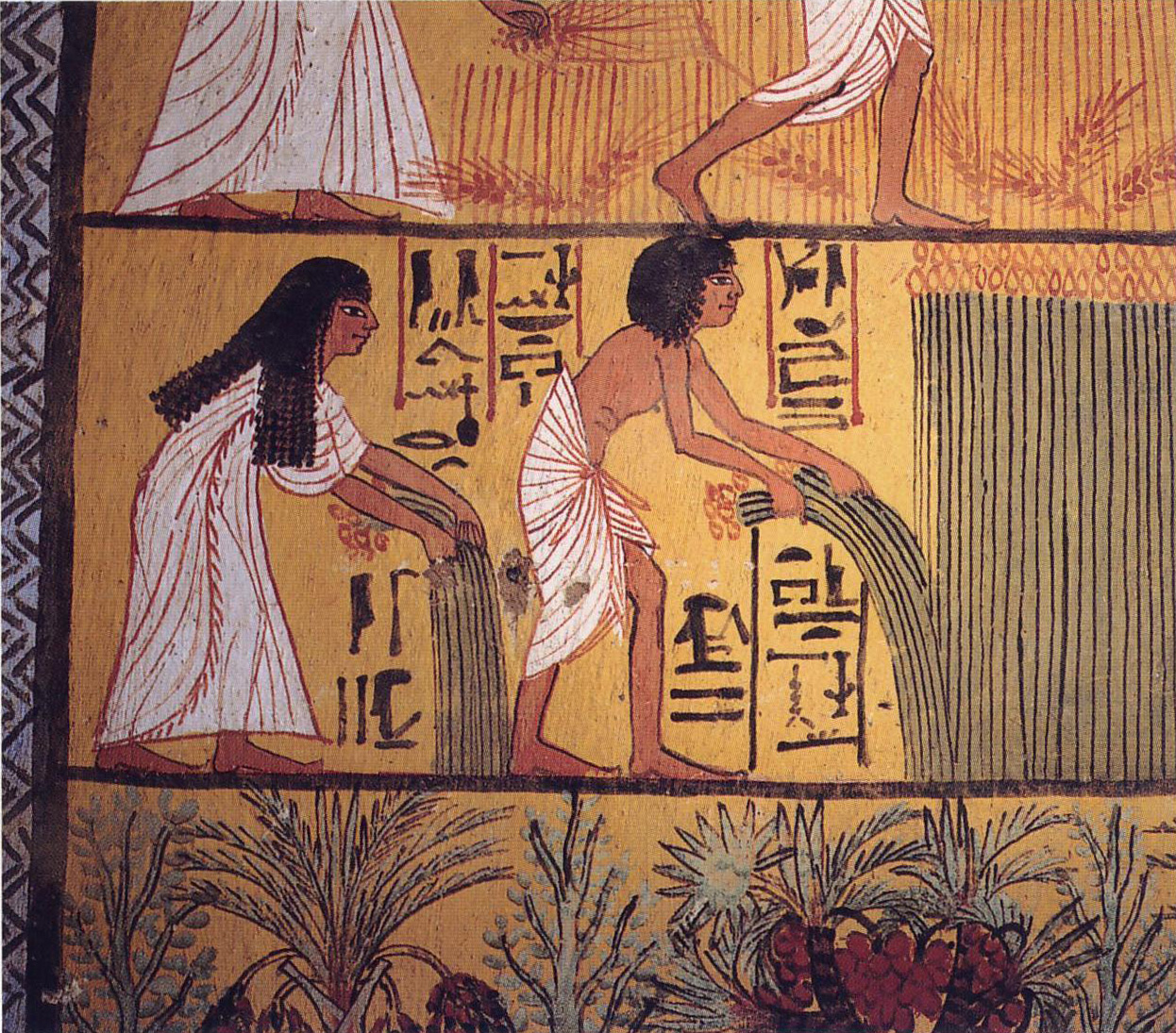
جني المحصول ، صورة من مقبرة سنجم

## اقرأ أيضا
- تعليمات آني

| - مقبرة غا - مقبرة سن-نيجم - وادي الملوك - خادم في مكان الحقيقة - شقفات طبية من دير المدينة | - أوشبتي - فاينس - جعران فرعوني - شقفة مرسومة |  |